# Meridiano 158 E
O meridiano 158 E é um meridiano que, partindo do Polo Norte, atravessa o Oceano Ártico, Ásia, Oceano Pacífico, Australásia, Oceano Antártico, Antártida e chega ao Polo Sul. Forma um círculo máximo com o Meridiano 22 W.
Começando no Polo Norte, o meridiano 158º Este tem os seguintes cruzamentos:
| País, território ou mar         | Notas                                                         |
| ------------------------------- | ------------------------------------------------------------- |
| Oceano Ártico                   |                                                               |
| Rússia                          | Iacútia - Ilha Jeannette                                      |
| Mar Siberiano Oriental          |                                                               |
| Rússia                          | Iacútia Okrug Autónomo de Chukotka Iacútia Oblast de Magadan  |
| Mar de Okhotsk                  | Golfo de Shelikhov                                            |
| Rússia                          | Krai de Kamchatka - Península de Kamchatka                    |
| Oceano Pacífico                 |                                                               |
| Estados Federados da Micronésia | Atol Ant - a oeste da ilha de Pohnpei                         |
| Oceano Pacífico                 | Passa entre as ilhas Sikopo e Kerehikapa, Ilhas Salomão       |
| Estreito de Nova Geórgia        |                                                               |
| Ilhas Salomão                   | Ilhas Marovo e Vangunu                                        |
| Mar de Salomão                  |                                                               |
| Mar de Coral                    | Passa a oeste das Ilhas Chesterfield, Nova Caledônia          |
| Oceano Pacífico                 |                                                               |
| Oceano Antártico                |                                                               |
| Antártida                       | Território Antártico Australiano, reivindicado pela Austrália |